# 主要數據庫系統
主要數據庫系統，簡稱PADU，是馬來西亞政府推出的一套公民信息數據庫，由马来西亚经济部管理，于2024年1月2日由安华在PADU推介仪式上宣布正式启用。

## 争议

### 存在安全漏洞
2024年1月2日，马来西亚首相安华开放PADU公众注册不到一天，就有民众发现可轻易更改他人的账号密码及冒用他人身份注册等漏洞，引发个人资料外泄或遭人窜改、盗用等隐忧。之后马来西亚经济部长拉菲兹表示已修复相关漏洞。

### 遭遇骇客入侵
2024年2月19日，马来西亚妇女、家庭及社会发展部旗下机构的PADU数据库和国家人口及家庭发展局的官方网站遭到国际骇客组织入侵。骇客声称窃取了PADU上的数据，同时侵入了国家人口及家庭发展局的网站服务器，并从服务器上窃取了超过27GB的数据。之后遭到通信部部长兼马来西亚政府发言人法米否认。